# フィリップ・ファーカス
フィリップ・ファーカス（Philip Farkas、1914年 - 1992年12月21日）は、アメリカ合衆国のホルン奏者、教育者、作曲家。
フリッツ・ライナー指揮のもと、シカゴ交響楽団金管楽器セクションの黄金期をアドルフ・ハーセス、アーノルド・ジェイコブスとともに完成させた。
ホルンを一生涯愛し続けた彼の情熱は、全ての楽器奏者が易しく正しい演奏が出来る楽器開発に注がれた。また、米国ホルトン社からは1958年に完成したファーカスモデルを筆頭にこれまで12機種のラインナップが製作されている。
1992年に死去。

## 著書
- フレンチ・ホルン演奏技法（守山光三訳）
- 金管楽器を吹く人のために（杉原道夫訳）
- フレンチホルンのアンブシュア（田中正大訳）
- プロ・プレイヤーの演奏技法（滝沢比佐子訳）